# Harbour View
O Harbour View é um time de futebol, fundado em 1974, em Kingston na Jamaica .

## Títulos

### Internacionais
- Copa de Clubes Campeões da CFU: 2004, 2007

### Nacionais
- Campeonato Jamaicano de Futebol: 2000, 2007
- Copa da Jamaica: 1994, 1998, 2001, 2002

### Grandes futebolistas
| - Peter Cargill (1982–1984; 1996–1999) - Fabian Davis (1997) - Sean Fraser (2000) - Ricardo Gardner (1997–1998) | - Damani Ralph (1998) - Luton Shelton (2004–2006) - Damion Stewart (2004–2006) - Andy Williams (1998) |

1. ↑  THE HISTORY OF THE HARBOUR VIEW FOOTBALL CLUB (HVFC) Arquivado em 20 de janeiro de  2012, no Wayback Machine. - KSAFA